# Wohn- und Wirtschaftsgebäude Feldstraße 6 (Elsfleth)
Das Wohn- und Wirtschaftsgebäude Feldstraße 6 im niedersächsischen Elsfleth-Oberhammelwarden im Landkreis Wesermarsch stammt aus der Mitte des 19. Jahrhunderts.

Aktuell (2023) wird es als Wohnhaus, landwirtschaftlich und mit einer Ferienwohnung (Eylers Ranch) genutzt.
Das Gebäude steht unter Denkmalschutz (siehe auch Liste der Baudenkmale in Elsfleth).

## Beschreibung
Das eingeschossige giebelständige große Wohn- und Wirtschaftsgebäude auf einer baumbestandenen Wurt als Vierständer-Hallenhaus in Backsteinmauerwerk, mit Krüppelwalmdach, Niedersachsengiebeln mit Uhlenloch sowie der Grooten Door mit Korbbogen, dem herumgezogenen Traufgesims und den Keilsteinen an einzelnen Türbögen und Fensterstürzen stammt von 1847 (Inschrift). Das Haus wurde 1916 erneuert.
Das rechte, auch giebelständige Nebengebäude in Backstein ist nicht denkmalgeschützt.
Das Landesdenkmalamt befand: „geschichtliche Bedeutung … als bespielhaftes, besonders großes Hallenhaus mit Backsteinaußenwänden“.